# Keith Gumbs
Keith Jerome Kayamba Gumbs (* 11. September 1972 in Basseterre) ist ein ehemaliger Fußballspieler von St. Kitts und Nevis. Mit 132 Einsätzen für die Nationalmannschaft seines Landes ist er mit großem Abstand der Spieler mit den meisten Einsätzen (132) und Rekordtorschütze (47) dieser.

## Karriere

### Klub
Er begann seine Karriere in der Saison 1989/90 beim Newtown United FC. 1996 wechselte er leihweise für den Rest der Saison zu Twente Enschede in die Niederlande, wo er ohne Einsatz blieb und zu Newtown zurückkehrte. Anfang 1998 wechselte er endgültig ins Ausland, zunächst zum englischen Klub Oldham Athletic, wo er einen Zweijahresvertrag bekam, jedoch nur zwei Trainingseinheiten absolvierte, weil er keine Arbeitserlaubnis bekam. Zur Saison 1998/99 ging er nach Portugal zum FC Felgueiras und zur Rückserie zu Panionios Athen nach Griechenland. Von Juli bis November 1999 war er in Österreich bei Sturm Graz, wonach er den Rest des Jahres bei Hull City verbrachte. Ab Anfang 2000 spielte er bis zum Saisonende 2000/01 bei San Juan Jabloteh aus Trinidad und Tobago. Im Herbst 2001 war er bei Palmeiras São Paulo in Brasilien und wechselte danach weiter in Richtung Hongkong, wo er sich dem Happy Valley AA anschloss. Für die Saison 2003/04 wechselte er zu Sabah FA aus Malaysia.
Bis Ende der Saison 2006/07 war er beim Kitchee SC wieder in Hongkong aktiv. Danach ging er zum Sriwijaya FC nach Indonesien, wo er 2013 bei Arema Malang aktiv war und Mitte Dezember wechselte er zu PS Barito Putera beendete jedoch seine Karriere im Januar 2014.
Mittlerweile spielt er auf Amateurbasis in Australien in der Ü35-Mannschaft von Southern Ettalong.

### Nationalmannschaft
Wann sein erster Einsatz war, ist nicht genau bekannt. Seine erste bekannte Partie mit der Mannschaft seines Landes bestritt er beim 5:1-Sieg am 2. April 1993 in einem Gruppenspiel der Karibikmeisterschaft 1993 gegen Amerikanischen Jungferninseln und erzielte ein Tor. Bis er ab 2004 eine lange Zeit nicht im Kader stand, hatte er viele Einsätze. Die 0:4-Niederlage gegen Kanada am 16. November 2011 während der Qualifikation für die Weltmeisterschaft 2014 war wohl seine letzte Partie.